# Portolankarte

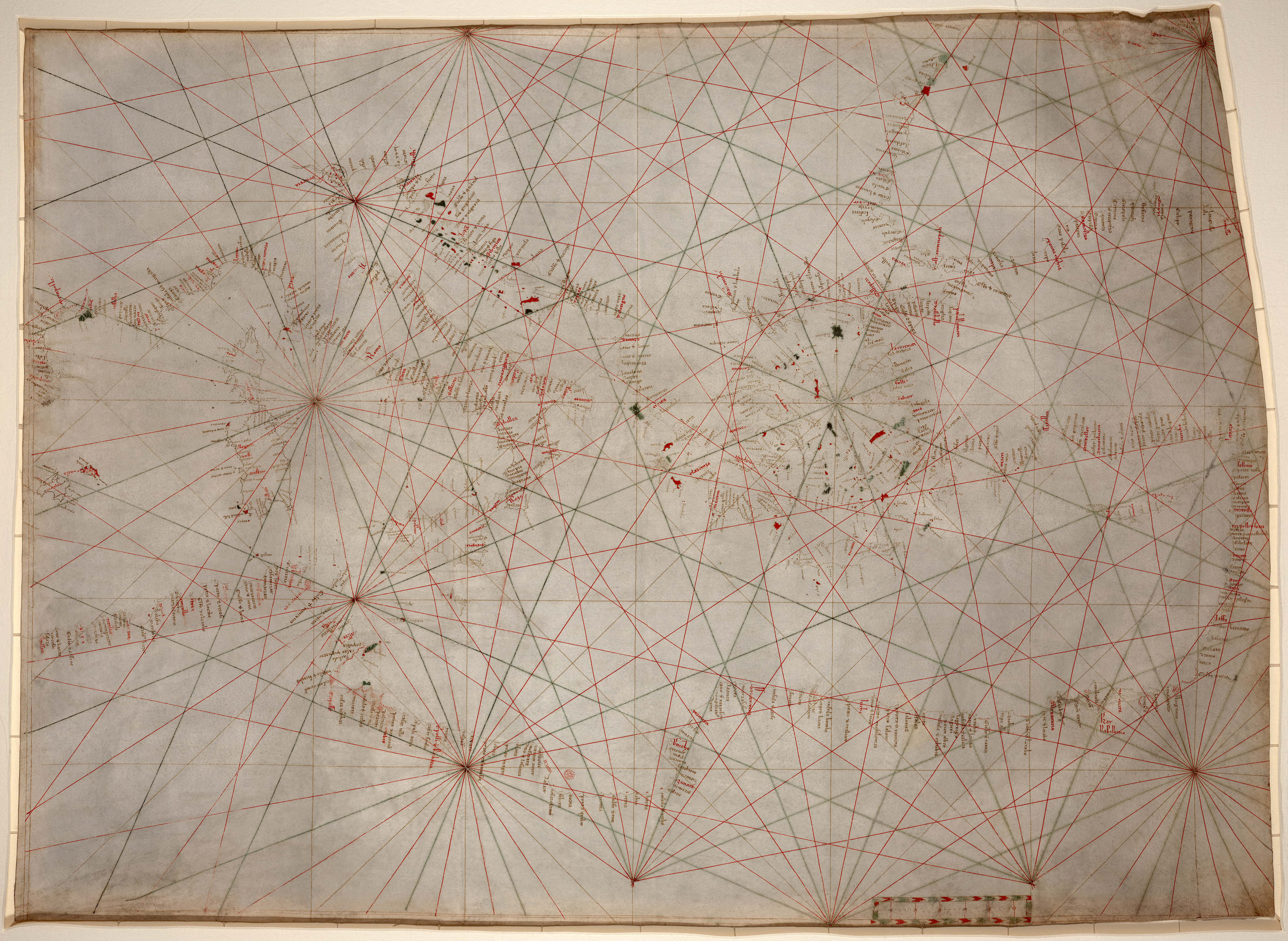
Das Mittelmeer und rechts oben das Schwarze Meer auf einer Portolankarte, die wahrscheinlich in Genua zwischen 1320 und 1350 entstand. Mit Rumbenlinien in 16 Richtungen. Mit Maßstab am unteren Rand.

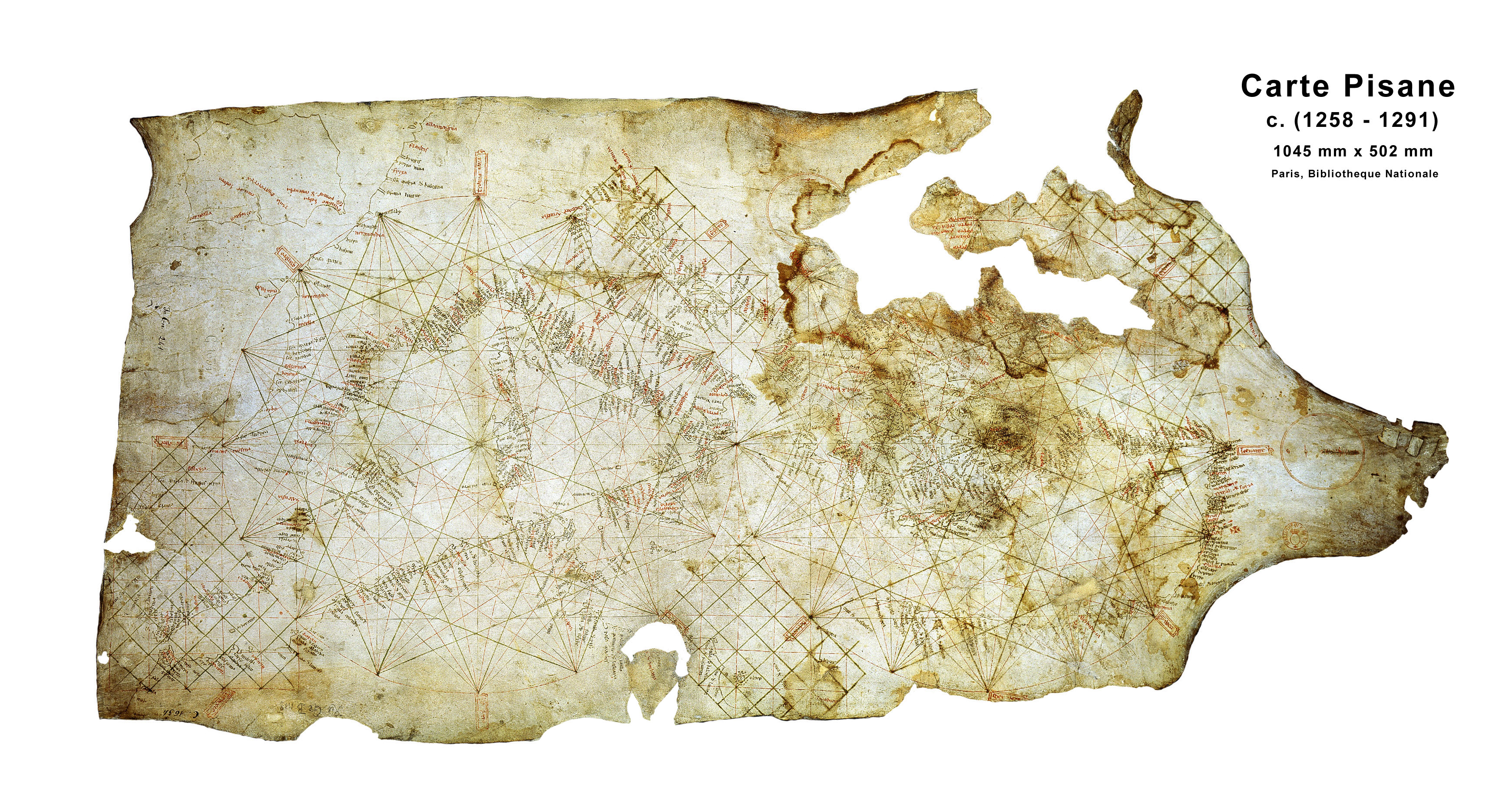
Die Carta Pisana (13. Jahrhundert), die älteste erhaltene Portolankarte

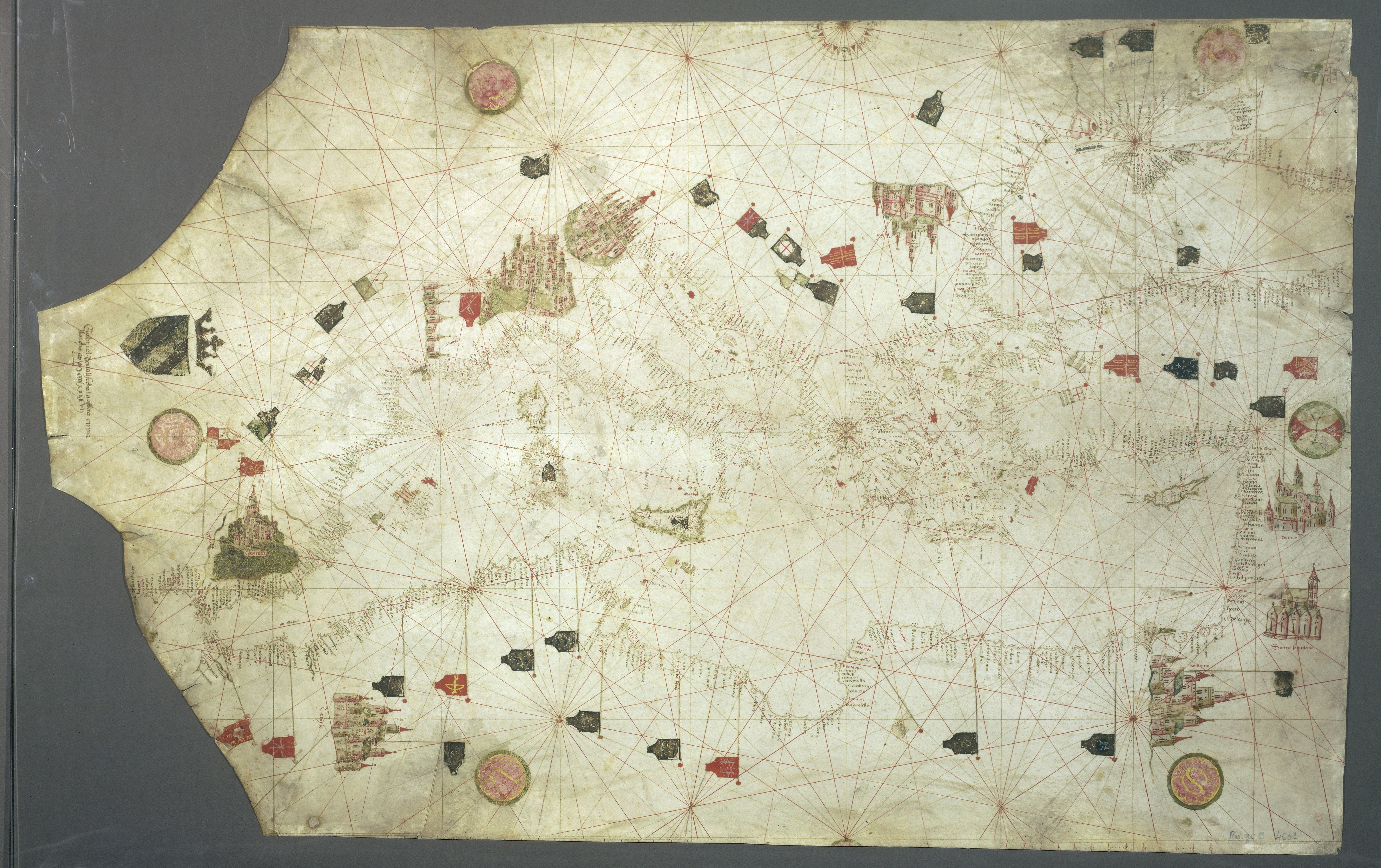
Portolankarte von Gabriel de Vallseca (1447)

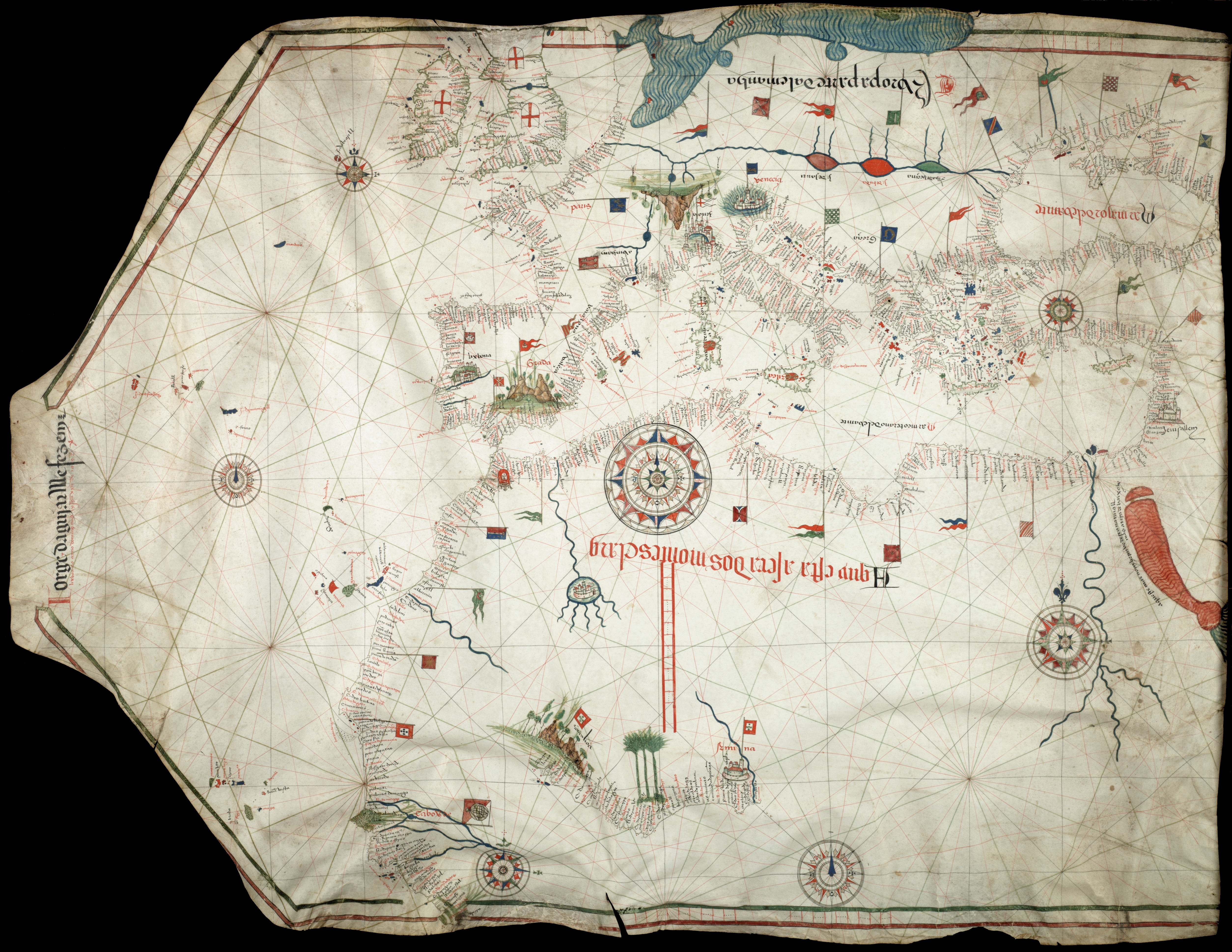
Portolankarte von Jorge de Aguiar (1492)

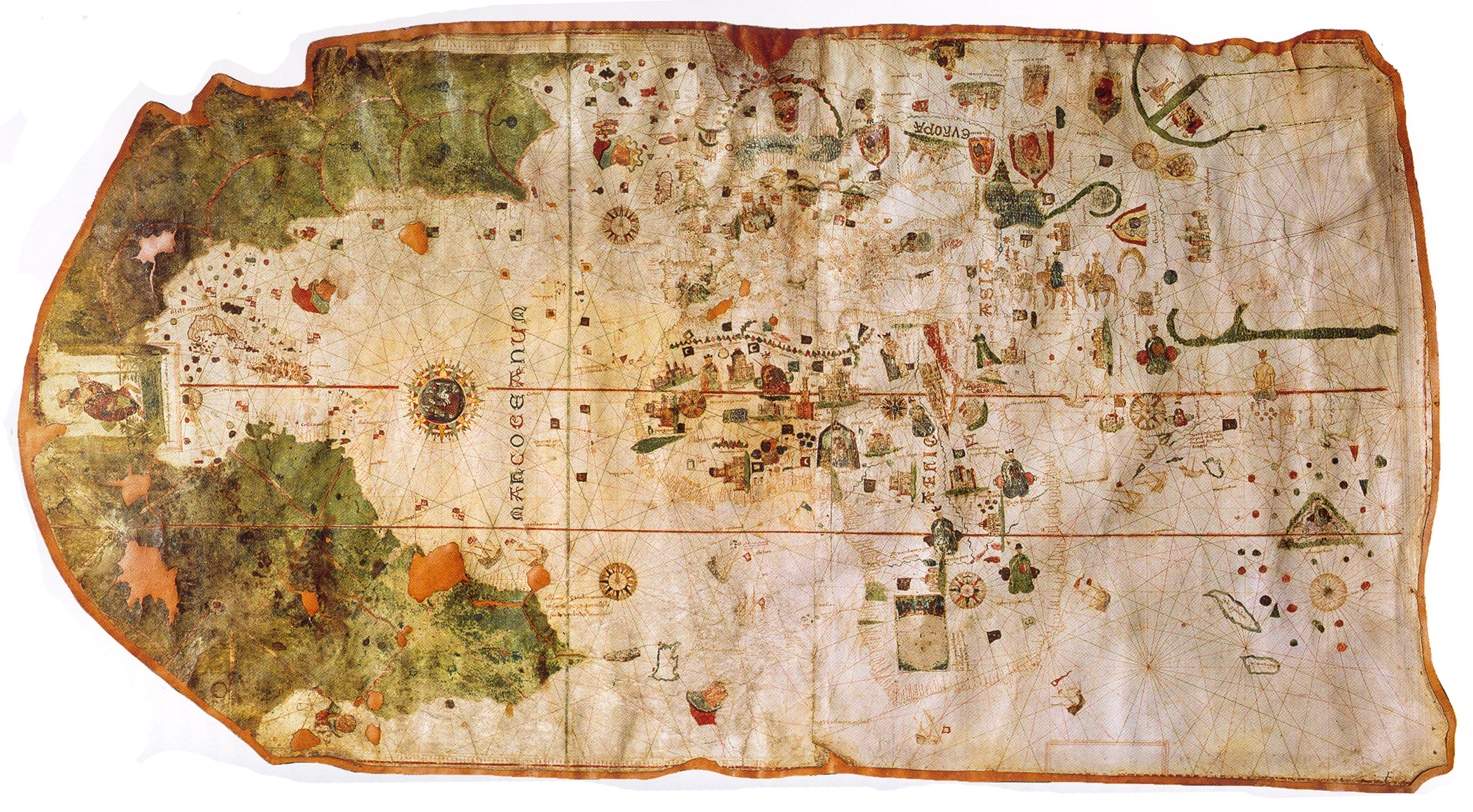
Weltkarte des Juan de la Cosa (1500)

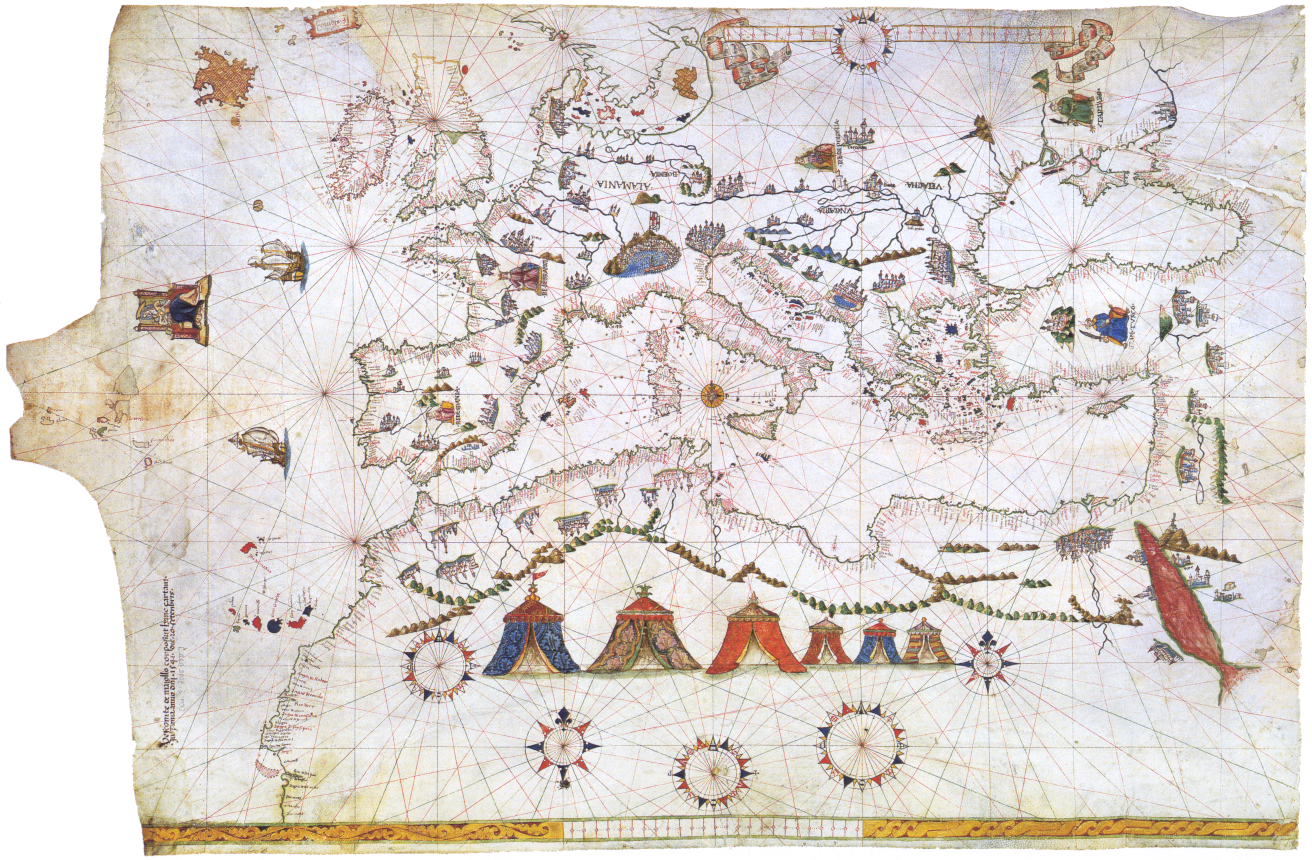
Portolankarte des Vesconte Maggiolo (1541)

Die Portolankarte ist ein historischer Typ der Seekarte. Die frühen Portolankarten umfassten hauptsächlich das Mittelmeer und das Schwarze Meer. Die Bezeichnung ist von Portolan abgeleitet. Portolane sind mittelalterliche Seebücher des Mittelmeerraums.
Die Bezeichnungen Rumbenkarte und Windstrahlenkarte beziehen sich auf ein besonderes Merkmal dieser Karten, die sogenannten Rumbenlinien (auch „Windstrahlen“ genannt). Dies sind feine Linien, die die Portolankarten in bis zu 32 Richtungen der Windrose durchziehen und ein orientierendes Liniennetz bilden.

## Portolane
Der Begriff Portolan oder Portulan (italienisch portolano) ist von lateinisch portus „Hafen“ abgeleitet. Portolane sind ursprünglich mittelalterliche Bücher mit nautischen Informationen etwa zu Landmarken, Leuchttürmen, Strömungen und Hafenverhältnissen. Sie gehen auf antike Umschiffungsbeschreibungen zurück (siehe Periplus).
Die Verwendung des Begriffs Portolan ist erstmals für das Jahr 1285 belegt. Ab dem 16. Jahrhundert bestanden Portolane nicht nur aus Text, sondern enthielten auch Seekarten. Im 19. Jahrhundert begannen Gelehrte, alle alten Seekarten als Portolane zu bezeichnen. Seit der zweiten Hälfte des 20. Jahrhunderts beschränken Spezialisten den Begriff Portolan auf den Text und sprechen bei Seekarten eines bestimmten Typs von Portolankarten.

## Entstehung
Die älteste überlieferte Portolankarte, die Carta Pisana („Pisaner Karte“), stammt aus dem letzten Viertel des 13. Jahrhunderts. Sie entstand ungefähr zur selben Zeit wie der älteste erhaltene Portolan, der Compasso da navigare. Dieser ist als Pergament-Kodex aus dem Jahr 1296 überliefert. Der Text ist jedoch älter, er wurde auf das Jahr 1250 datiert.

## Material
Portolankarten des 13. und 14. Jahrhunderts sind auf Pergament gezeichnet. Bei den größerformatigen Einzelkarten wurde zumeist der Beschreibstoff Tierhaut beibehalten (siehe Abbildungen). Meist handelt es sich um einzelne Karten. Portolankarten konnten jedoch auch Bestandteile von Atlanten sein.

## Rumbenlinien
Ein wesentliches Merkmal der Portolankarten ist das sichtbare Liniennetz, das zur Kursbestimmung mittels Kompass dient. Dieses Liniennetz besteht aus verschiedenfarbigen Geraden, den Rumbenlinien, die sowohl vom Zentrum der Karte als auch von 16 gleichmäßig auf einer Kreislinie verteilten Punkten ausstrahlen. Die Linien der jeweils vier Haupt- und Zwischenhimmelsrichtungen sind schwarz, die der Halb-Winde grün, die der Viertel-Winde rot eingetragen. Diese traditionelle Farbgebung wurde mehr als vier Jahrhunderte hindurch unverändert beibehalten.

## Verwendung
Die Portolankarten weisen eine unterschiedliche Orientierung auf und sind nicht immer genordet. Der Seemann, der die Karte benutzte, drehte sie in die Richtung des jeweils verfolgten Kurses.
Gefährliche Passagen waren in der Karte hervorgehoben und mit Eintragungen wie „Gib acht!“ oder „Öffne das Auge“ kommentiert. Die Anlegeplätze wurden in verschiedenfarbiger Tinte, je nach ihrer Wichtigkeit, eingetragen. Wenn ihm die auf der Karte enthaltenen Angaben nicht ausreichten, konnte der Seemann den Text des Portolans mit seinen detaillierteren Angaben zur Hand nehmen.